# Jelena Dmitrijewna Ponsowa
Jelena Dmitrijewna Ponsowa (russisch Елена Дмитриевна Понсова; * 1.jul. / 14. Mai 1907greg. in Malachowka, Russisches Kaiserreich; † 30. Juni 1966 in Moskau) war eine sowjetische Theater- und Film-Schauspielerin, Synchronsprecherin sowie Schauspiellehrerin.

## Herkunft und Laufbahn
Jelena Ponsowa war das vierte von fünf Kindern des Eisenbahningenieurs Dmitri Petrowitsch Ponsow und der Hausfrau Lidija Mitrofanowna Ponsowa. Letztere hatte französische Vorfahren und wurde deswegen sowie aufgrund ihres impulsiven Charakters „Napoleon“ genannt. Jelenas Bruder Alexei (1920–2009) absolvierte später die Moskauer Kunsttheaterschule, wurde dort Dozent und leitete die Abteilung für darstellende Kunst.
Ponsowa beschloss schon früh, die künstlerische Laufbahn einzuschlagen, und begab sich deswegen auch in Behandlung des bekannten Mediziners Michail Iossifowitsch Awerbach, um ein schielendes Auge behandeln zu lassen. 1925 begann sie ihre Ausbildung beim späteren Wachtangow-Theater und debütierte in einer Adaption von Das Herz auf der Zunge von Lidija Seifullina und Walerian Prawduchin. 1928 schloss Ponsowa das Studium ab und trat bis zu ihrem Tod an ihrer Lehrstätte auf. Nach kleineren Rollen wurde sie bald als Hauptdarstellerin eingesetzt und zeichnete sich dabei durch Vielseitigkeit und Humor aus.
1930 begann Ponsowa außerdem Schauspiel zu unterrichten, ab 1934 war sie in dieser Funktion an der Theaterschule von Boris Wassiljewitsch Schtschukin angestellt.
Mit dem Sozialdrama Заключённые (Sakljutschjonnyje) begann 1936 auch ihre Filmlaufbahn. Die dunkelhaarige Mimin trat jedoch nur vereinzelt vor die Kamera, überwiegend ab den späten 1950er Jahren. Ihre einzigen Hauptrollen gab sie dabei in Жизнь прошла мимо (Schisn proschla mimo, 1958) und dem Kurzfilm Беззащитное существо (Bessaschtschitnoje suschtschestwo, 1960) nach einer Erzählung Tschechows. Aufgrund ihres Talents für Imitationen war sie eine gefragte Synchronsprecherin und lieh als solche insbesondere Charakteren in Animationsfilmen ihre Stimme. Auch in mehreren russischsprachigen Fassungen ausländischer Filme war Ponsowa zu hören. Außerdem beteiligte sie sich an Radiosendungen.
Im Sommer 1966 erlitt Ponsowa kurz vor einer Auslandstournee überraschend einen Schlaganfall und starb infolgedessen. Sie wurde auf dem Wwedenskoje-Friedhof, Abschnitt 11, beigesetzt.

## Ehrungen
Ponsowa wurde am 16. Dezember 1946 mit der Medaille „Für heldenmütige Arbeit“ gewürdigt. Dem folgten die Ernennungen zur Verdienten Künstlerin der RSFSR am 5. November 1947 und zur Volkskünstlerin der RSFSR am 11. April 1957. Für die Rolle in Jegor Bulytschow und andere erhielt sie 1952 den Stalinpreis II. Klasse.

## Privates und Persönlichkeit
Ponsowa war in erster Ehe mit dem bekannten Schauspieler Wiktor Jakowlewitsch Stanizyn (1897–1976) verheiratet, zusammen hatten sie eine Tochter namens Olga (1936–2019), die später ebenfalls die Schtschukin-Theaterschule besuchte. Ihre Mutter verließ deshalb das Institut, um Interessenskonflikte zu vermeiden.
Die Beziehung mit Stanizyn scheiterte bereits nach zwei Jahren, Ponsowa ehelichte daraufhin ihren Kollegen Alexei Igorewitsch Bisjukow (1898–1965), der bereits lange zuvor um sie geworben hatte.
Ponsowa galt als kommunikative und extrovertierte Person, war aber zugleich auch diszipliniert und in Bezug auf ihren Beruf sehr streng. An ihrem Arbeitsplatz erfreute sie sich großer Beliebtheit.

## Theaterarbeit (Auswahl)
- Turandot – von Carlo Gozzi
- Marion Delorme – von Victor Hugo
- На крови (Na krowi) – von Sergei Mstislawski
- Jegor Bulytschow und andere (Jegor Bulytschow i drugije) – von Maxim Gorki
- Viel Lärm um nichts (Much adoe about Nothing) – von William Shakespeare
- Der Revisor (Rewisor) – von Nikolai Gogol
- Cyrano de Bergerac – von Edmond Rostand
- Mam’zelle Nitouche – von Hervé
- Setz dich nicht in fremde Schlitten (Ne w swoi sani ne sadis) – von Alexander Ostrowski
- На золотом дне (Na solotom dne) – von Dmitri Mamin-Sibirjak
- Горя бояться – счастья не видать  – von Samuil Marschak
- Раки (Raki) – von Sergei Michalkow
- Чёрные птицы (Tschjornyje ptizy) – von Nikolai Pogodin
- Аристократы (Aristokraty) – von Nikolai Pogodin
- Человек с ружьем (Tschelowek s ruschjem) – von Nikolai Pogodin
- Миссурийский вальс (Missurijski wals) – von Nikolai Pogodin
- Don Quijote – nach Miguel de Cervantes
- Накануне (Nakanune) – von Alexander Afinogenow
- Frühe Freuden (Perwy radosti) – nach Konstantin Fedin
- Дорога цветов (Doroga zwetow) – von Walentin Katajew
- Соломенная шляпка (Solomennaja schljapka) – nach Eugène Labiches Un chapeau de paille d'Italie

## Filmografie (Auswahl)

### Darstellerin
- 1944: Свадьба (Swadba)
- 1952: Der Revisor (Rewisor)
- 1956: Der Mord in der Dantestraße (Ubijstwo na ulize Dante)
- 1959: Der Mantel (Schinel)
- 1963: Der Strafstoß (Schtrafnoi udar)
- 1965: Der letzte Monat im August im Herbst (Posledni mesjaz oseni)
- 1966: Böse Anekdote (Skwerny anekdot)

### Synchronsprecherin
- 1940: Meine Tochter lebt in Wien
- 1953: Julietta – für Denise Grey
- 1953: Pünktchen und Anton – für Annie Rosar
- 1953: Brot, Liebe und Fantasie (Pane, amore e fantasia) – für Tina Pica
- 1954: Chronik armer Liebesleute (Cronache di poveri amanti)
- 1955: Papa, Mama, meine Frau und ich (Papa, maman, ma femme et moi…) – für Gaby Morlay
- 1955: Oklahoma! – für Charlotte Greenwood
- 1957: Zeugin der Anklage (Witness for the Prosecution) – für Una O’Connor
- 1958: Meine Frau macht Musik – für Maly Delschaft
- 1958: Der Rikschamann (Muhomatsu no issho)
- 1958: 41 Grad Liebe (Carry On Nurse) – für Joan Hickson
- 1959: Traumrevue
- 1959: Die drei Holzfäller (Tri drowoseka) (Zeichentrickfilm)
- 1960: Die Abenteuer des Burattino (Prikljutschenija Buratino) (Zeichentrickfilm)
- 1960: Das Spukschloß im Spessart – für Elsa Wagner
- 1962: Die wilden Schwäne (Dikije lebedi) (Zeichentrickfilm)
- 1962: Der Graf mit der eisernen Faust (Les mystères de Paris) – für Renée Gardès
- 1964: Hochzeit auf italienisch (Matrimonio all’italiana)